# Rifugio I Re Magi
Il rifugio I Re Magi è un rifugio situato nella Valle Stretta nel comune di Névache a 1.769 m s.l.m.. Il rifugio dista 9,5 km dalla località italiana di Bardonecchia (TO).

## Generalità
Prende il nome dalle montagne che lo sovrastano: il Gruppo dei Re Magi, del quale la più alta è la Punta Baldassarre (3.156 m). Si trova alle Grange di Valle Stretta, piccolo agglomerato di case e baite ristrutturate. Accanto al rifugio è situato un secondo rifugio: il rifugio Terzo Alpini. È aperto tutti i week-end dell'anno, in estate tutti i giorni da metà giugno a metà settembre, in inverno tutti i giorni durante le vacanze di Natale e da metà febbraio al 1º maggio per lo sci d'alpinismo. Offre una capienza di 35 posti letto.

## Storia
Il rifugio è stato costruito nel 1923 dal CAI-UGET di Torino. Dopo la seconda guerra mondiale è passato alla Francia insieme a tutta la valle. Attualmente è a gestione privata.

## Accesso

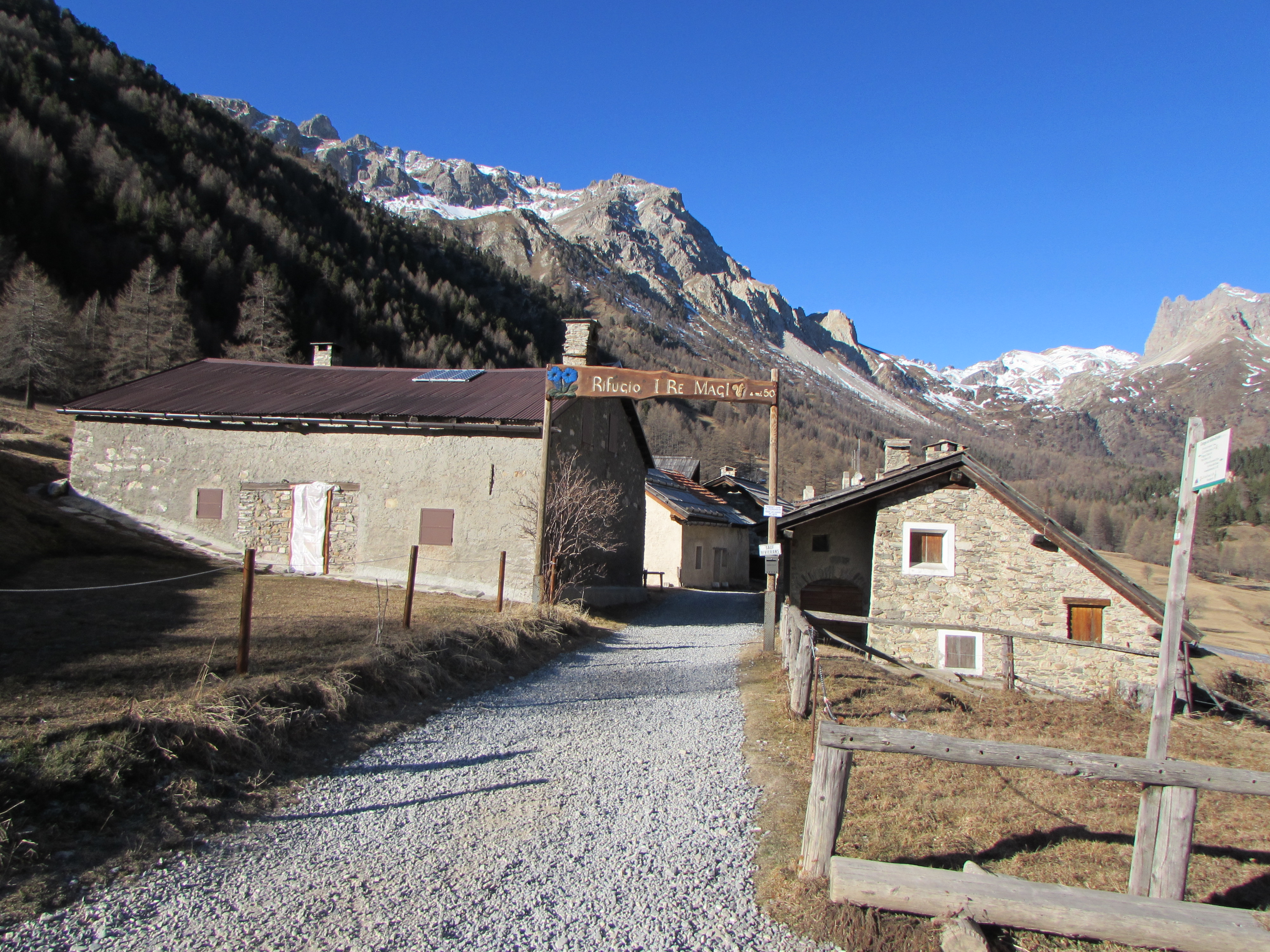
Grange Valle Stretta, con l'indicazione del Rifugio

Il rifugio, durante il periodo estivo, è raggiungibile in auto: dall'Italia si parte da Bardonecchia e si percorre la valle Stretta mentre dalla Francia si parte da Névache, si attraversa il colle della Scala e si percorre la parte alta della valle Stretta. Durante il periodo invernale il rifugio è raggiungibile solamente a piedi e/o con gli sci da fondo.

## Ascensioni
- Monte Thabor - 3.178  m
- Rocca Gran Tempesta - 3.002  m
- Guglia Rossa - 2.545 m.

## Traversate
- Rifugio del Monte Thabor - 2.502 m